# Stoomtramweg Maatschappij Bussum - Huizen

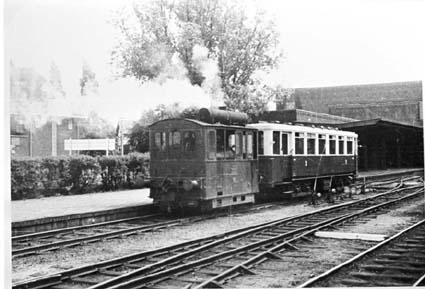
Gooische Stoomtram te Naarden-Bussum, omstreeks 1940.

De Stoomtramweg Maatschappij Bussum – Huizen NV was van 1883 tot 1941 eigenaar van de tramlijn tramlijn Bussum - Huizen. De exploitatie werd van 1883 tot 1917 uitgevoerd door de HSM als een stoomtramlijn. De baanlengte van de lijn was 6,3 km.
Op 1 januari 1917 werden de exploitatie overgenomen door de Gooische Stoomtram NV. Deze werd op 30 mei 1930 omgedoopt in Gooische Tramweg Maatschappij NV. Op 22 april 1941 ging ook de lijn in eigendom over naar de Gooische Tram. Per 29 juni 1949 werd de lijn Bussum - Huizen overgenomen door de NS. Op 31 oktober 1958 werd de lijn gesloten en vervolgens opgebroken.
In 2000 werd de Stichting Gooische Stoomtram Huizen (SGSH) opgericht, die in oktober 2001 een tram van voormalige Gooische Tram (locomotief nr. 18 en rijtuig nr. 21) van de Museumstoomtram Hoorn-Medemblik enkele dagen naar Huizen haalde waar deze over een traject van 300 meter heen en weer reden.

## Tracé
- Station Naarden-Bussum
- Comeniuslaan
- Lambertus Hortensiuslaan
- Thierensweg
- Over de Tol
- Huizerstraatweg
- Naarderstraat
- Huizerstation (ter hoogte van het huidige Prins Bernhardplein)

Bij het Huizerstation was vanaf 1917 tot 1947 een aansluiting op de in 1882 geopende tramlijn Hilversum - Huizen.